# Guzmania ferruginea
Guzmania ferruginea är en gräsväxtart som beskrevs av Harry Edward Luther. Guzmania ferruginea ingår i släktet Guzmania och familjen Bromeliaceae. Inga underarter finns listade i Catalogue of Life.